# Michał Daszek
Michał Daszek (Tczew, 27 giugno 1992) è un pallamanista polacco,.

## Carriera
In Nazionale segna 9 reti al campionato mondiale del 2017.

## Palmares

### Competizioni nazionali
- Campionato polacco: 2

Wisła Płock: 2023-24, 2024-25
- Coppa di Polonia: 3

Wisła Płock: 2021-22, 2022-23, 2023-24
- Supercoppa polacca: 1

Wisła Płock: 2024